# Zelenîi Hai, Sînelnîkove
Zelenîi Hai (în ucraineană Зелений Гай) este un sat în comuna Pîsarivka din raionul Sînelnîkove, regiunea Dnipropetrovsk, Ucraina.

## Demografie
Componența lingvistică a localității Zelenîi Hai
     Ucraineană (88,89%)
     Rusă (8,89%)
     Bulgară (2,22%)
Conform recensământului din 2001, majoritatea populației localității Zelenîi Hai era vorbitoare de ucraineană (88,89%), existând în minoritate și vorbitori de rusă (8,89%) și bulgară (2,22%).